# Konstanz-Petershausen
Konstanz-Petershausen – stacja kolejowa w Konstancji, w dzielnicy Petershausen, w kraju związkowym Badenia-Wirtembergia, w Niemczech.
| Konstanz-Petershausen                 |  |                          |
| Linia Hochrhein                       |  |                          |
| Konstanz-Fürstenbergodległość: 0,8 km |  | Konstanz odległość: 2 km |